# ماهیچه‌های بالابرنده دنده
ماهیچه‌های بالابرنده دنده (انگلیسی: Levatores costarum muscles) دوازده ماهیچه کوچک هستند.
خاستگاه: زواید عرضی مهره هفتم گردنی و یازده مهره پشتی (توراسیک)
پیوندگاه: طرف داخلی زاویه دنده پائینی
عصب‌گیری: از عصب بین دنده‌ای کار: کمک به بالا بردن دنده‌ها هنگام دم زدن (تنفس)